# ヨハネス・ルゼック
- ヨハネス・リュゼック

ヨハネス・ルゼック（Johannes Rydzek、1991年12月9日 - ）は、ドイツ、バイエルン州オーベルストドルフ出身のノルディック複合選手。

## プロフィール
2009年のノルディックスキージュニア世界選手権で団体戦銅、個人ノーマルヒル+10kmで銀メダルを獲得して注目される。
2010年のジュニア世界選手権では個人ノーマルヒル+5 km、ノーマルヒル+10kmとも4位、団体戦では金メダルを獲得した。18歳で2010年バンクーバーオリンピック代表に抜擢されノーマルヒル+10kmでは28位に終わったものの団体戦ではティノ・エデルマン、エリック・フレンツェル、ビョルン・キルヒアイゼンとともに銅メダルを獲得した。
2017年の世界選手権では個人ノーマルヒル、個人ラージヒル、ノーマルヒル団体、ラージヒル団体スプリントのノルディック複合の全種目で金メダルを獲得した。
ノルディック複合・ワールドカップには2008-2009シーズンにデビュー、2011年3月12日フィンランドのラハティで初勝利、2017年2月27日現在ワールドカップ通算14勝。
2018年平昌オリンピックでは個人ラージヒル、団体戦でオリンピック初優勝。